# HD196178
HD196178 — хімічно пекулярна зоря спектрального класу B8, що має видиму зоряну величину в смузі V приблизно  5,8.
Вона  розташована на відстані близько 481,1 світлових років від Сонця.

## Пекулярний хімічний склад
Зоряна атмосфера HD196178 має підвищений вміст 
Si
.

## Магнітне поле
Спектр даної зорі вказує на наявність магнітного поля у її зоряній атмосфері.
Напруженість повздовжної компоненти поля оціненої з аналізу
становить 1069,4± 251,4 Гаус.